# Recoll
Recoll — свободная программная система локального полнотекстового поиска, предоставляющая возможности контекстного поиска по словам или по сложным логическим критериям, и графический интерфейс. Включена в репозитории многих настольных дистрибутивов Linux, функционирует на Microsoft Windows 7—10, OS X и Solaris. Разрабатывается Жан-Франсуа Доком (Jean-François Dockes) с 2005 года, для индексирования и низкоуровневой обработки поисковых запросов использует библиотеку Xapian.
Основные языки программирования — C++ и Python, графическая оболочка реализована на Qt, при этом у системы есть инструменты для работы в командной строке, а также имеется интерфейс прикладного программирования для Python. Поддерживается интеграция с поисковым интерфейсом Lens оболочки Unity (применяемой в Ubuntu), а также системой ввода-вывода KIO (используется префикс recoll:/) и KRunner. Контекстный поиск обеспечивается по всем основным типам документов, письмам и вложенным в письма документам, в том числе в простых текстовых форматах, в форматах HTML и OpenDocument, но ряд форматов требует внешних препроцессоров. Реализован прозрачный механизм поддержки поиска в архивах (gzip, bzip2, zip). Язык запросов поддерживает логические выражения, фразы, шаблоны поиска, есть возможность находить похожие слова с указанием меры близости, поддерживается поиск по синонимам.
Для поиска требуется предварительная индексация библиотекой Xapian заданных каталогов. Переиндексация может запускаться в фоновом режиме или по запросу. Доступна фильтрация создаваемого индекса по типам файлов и дереву каталогов, выбор языков (словарей) для обеспечения контекстного поиска. Для исключения дубликатов при индексации сравниваются MD5-хэши файлов. Возможность тонкой настройки параметров индексации и снижения таким путем ресурсоёмкости процесса отмечается как привлекательная для пользователей Linux и выгодно отличает систему от таких локальных поисковиков, как Beagle, Google Desktop, Strigi, Tracker.